# Claire McCaskill
Claire McCaskill (Rolla, 24 luglio 1954) è una politica statunitense, senatrice per lo stato del Missouri dal 2007 al 2019 ed in precedenza revisore dei conti dello stesso stato dal 1999 al 2007. Ancor prima, McCaskill ha servito come rappresentante statale dal 1983 al 1988 ed è membro del Partito Democratico. Ad oggi, McCaskill è l'ultima esponente del Partito Democratico a rappresentare lo stato del Missouri al Senato.
Nel 2004 si è candidata come governatrice del Missouri, ma ha ottenuto il 47,9% dei voti ed è stata sconfitta dal candidato repubblicano Matt Blunt. Nel 2006 si è candidata al Senato ed è stata eletta con il 49,6% dei consensi.
In vista delle elezioni presidenziali statunitensi del 2008 ha appoggiato Barack Obama nelle elezioni primarie dei democratici.
Nelle elezioni del 6 novembre 2012 ha riconquistato il seggio sconfiggendo il candidato repubblicano Todd Akin.
Ricandidatasi nel 2018, venne sconfitta dall'avversario repubblicano Josh Hawley.